# Amanda Campana
Amanda Campana (* 1997 in Mailand) ist eine italienische Schauspielerin, Model und Maskenbildnerin.

## Leben
Campana wuchs in Mailand auf. Erste Schauspielerfahrungen sammelte sie bei der italienischen Streaming-Serie Drei Meter über dem Himmel in dem sie seit 2020 die Hauptrolle der Sofia spielt. Hiermit errang sie sogleich weitreichende Bekanntheit. Ihr Kinodebüt war ebenso 2020 im Film Bastardi a mano armata von Gabriele Albanesi mit Fortunato Cerlino und Marco Bocci. 2021 spielte sie eine Hauptrolle in dem Film Il mostro della cripta.

## Privates
Amanda Campana ist mit dem DJ und Musiker Slait verlobt.

## Filmografie (Auswahl)

### Darstellerin
- 2020–2022: Drei Meter über dem Himmel (Fernsehserie, 3 Staffeln)
- 2020: Bastardi a mano armata
- 2021: Il mostro della cripta
- 2022: Mia (Kurzfilm)[5]
- 2022: Space Moneys[6]
- 2022: Diabolik – Ginko all'attacco![7]
- 2023: Diabolik ist nicht zu fassen (Diabolik – Chi sei?)

### Maskenbildnerin
- 2018: Noi soli[8]